# アーサー・コール (初代ラネラ男爵)
初代ラネラ男爵アーサー・コール（英語: Arthur Cole, 1st Baron Ranelagh、1664年頃/1669年頃 – 1754年10月5日）は、アイルランド王国の政治家、貴族。

## 生涯
初代準男爵サー・ジョン・コールとエリザベス・チチェスター（Elizabeth Chichester、ジョン・チチェスターの娘）の息子として生まれた。
ジェームズ2世により私権剥奪されたが、ウィリアム3世により回復され、1693年頃に父から準男爵の爵位を継承した。
アイルランド庶民院議員を務めた後、1715年4月18日にアイルランド貴族であるウィックロー県におけるラネラのラネラ男爵に叙され、同年11月12日にアイルランド貴族院議員に就任した。
1754年10月5日に死去した。後継者がおらず、爵位は断絶した。

## 家族
1692年、キャサリン・バイロン（Catharine Byron、1671年頃 – 1746年11月26日埋葬、第3代バイロン男爵ウィリアム・バイロンの娘）と結婚した。1748年、セリナ・バサースト（Selina Bathurst、1721年頃 – 1781年2月9日、ピーター・バサーストの娘）と再婚した。